# Liste des aéroports à Terre-Neuve-et-Labrador
Il s'agit d'une liste alphabétique des aéroports, des aérodromes et des héliports d'une province ou d'un territoire du Canada. Ils sont énumérés dans le format : 
1. Communauté
2. Nom de l'aéroport comme indiqué dans l'un des Supplément de vol-Canada (CSA) ou par l'autorité aéroportuaire, éventuellement suivi par d'autres nom,
3. Code OACI (Organisation de l'aviation civile internationale): ICAO en anglais
4. Code IATA (Association internationale du transport aérien)
5. Code Transports Canada Lieu identifiant (LID TC) : le « TC LID » est le « lieu d'identification » donné par Transports Canada, représentant le nom et le lieu d'un aéroport. C'est une aide de direction pour aider la circulation aérienne, les télécommunications et les programmes d'ordinateur.
6. Coordonnées géographiques de l'aéroport

Les aéroports qui font partie du réseau national des aéroports sont en caractères gras.

## Aéroports de la Terre-Neuve-et-Labrador[1],[2]
| Ville                  | Nom de l'aéroport                                             | ICAO | TC LID | IATA | Coordonnées                  |
| ---------------------- | ------------------------------------------------------------- | ---- | ------ | ---- | ---------------------------- |
| Bell Island            | Aéroport Bell Island                                          |      | CCV4   |      | 47° 38′ 00″ N, 52° 59′ 00″ O |
| Black Tickle           | Aéroport de Black Tickle                                      |      | CCE4   | YBI  | 53° 28′ 12″ N, 55° 47′ 15″ O |
| Botwood                | Aéroport Exploits Valley (Botwood)                            |      | CCP2   |      | 49° 03′ 22″ N, 55° 26′ 53″ O |
| Burgeo                 | Héliport Burgeo (Calder Health Care Corp)                     |      | CBC9   |      | 47° 36′ 47″ N, 57° 37′ 24″ O |
| Cartwright             | Aéroport de Cartwright                                        | CYCA |        | YRF  | 53° 40′ 58″ N, 57° 02′ 31″ O |
| Charlottetown          | Aéroport Charlottetown                                        |      | CCH4   | YHG  | 52° 45′ 54″ N, 56° 06′ 56″ O |
| Churchill Falls        | Aérodrome de Churchill Falls                                  | CZUM |        | ZUM  | 53° 33′ 43″ N, 64° 06′ 23″ O |
| Clarenville            | Aéroport Clarenville                                          |      | CCZ3   |      | 48° 16′ 29″ N, 53° 55′ 26″ O |
| Conne River            | Hydroaérodrome Conne River                                    |      | CCR8   |      | 47° 55′ 30″ N, 55° 34′ 40″ O |
| Deer Lake              | Aéroport régional de Deer Lake                                | CYDF |        | YDF  | 49° 12′ 40″ N, 57° 23′ 29″ O |
| Fogo                   | Aérodrome Fogo                                                |      | CDY3   |      | 49° 39′ 27″ N, 54° 14′ 15″ O |
| Foxtrap                | Héliport Long Pond                                            |      | CCX2   |      | 47° 30′ 58″ N, 52° 58′ 51″ O |
| Gander                 | Héliport Gander (James Paton Memorial Regional Health Centre) |      | CGH2   |      | 48° 57′ 19″ N, 54° 37′ 38″ O |
| Gander                 | Aéroport international de Gander                              | CYQX |        | YQX  | 48° 56′ 13″ N, 54° 34′ 05″ O |
| Grand Falls-Windsor    | Héliport Grand Falls-Windsor                                  |      | CFW8   |      | 48° 55′ 29″ N, 55° 38′ 50″ O |
| Happy Valley-Goose Bay | CFB Goose Bay (Aéroport Goose Bay)                            | CYYR |        | YYR  | 53° 19′ 09″ N, 60° 25′ 33″ O |
| Happy Valley-Goose Bay | Hydroaérodrome Goose (Otter Creek)                            |      | CCB5   |      | 53° 21′ 00″ N, 60° 25′ 00″ O |
| Harbour Grace          | Aéroport Harbour Grace                                        |      | CHG2   |      | 47° 41′ 08″ N, 53° 15′ 14″ O |
| Hopedale               | Aéroport de Hopedale                                          | CYHO |        | YHO  | 55° 26′ 54″ N, 60° 13′ 43″ O |
| Makkovik               | Aéroport de Makkovik                                          | CYFT |        | YMN  | 55° 04′ 38″ N, 59° 11′ 15″ O |
| Mary's Harbour         | Aéroport de Mary's Harbour                                    | CYMH |        | YMH  | 52° 18′ 10″ N, 55° 50′ 52″ O |
| Nain                   | Aéroport de Nain                                              | CYDP |        | YDP  | 56° 33′ 02″ N, 61° 40′ 56″ O |
| Natuashish             | Aéroport de Natuashish                                        |      | CNH2   | YNP  | 55° 54′ 50″ N, 61° 11′ 04″ O |
| Port au Choix          | Aéroport Port au Choix                                        |      | CCM4   |      | 50° 41′ 20″ N, 57° 19′ 53″ O |
| Port Hope Simpson      | Aéroport de Port Hope Simpson                                 |      | CCP4   | YHA  | 52° 31′ 41″ N, 56° 17′ 10″ O |
| Postville              | Aéroport de Postville                                         |      | CCD4   | YSO  | 54° 54′ 37″ N, 59° 47′ 07″ O |
| Rigolet                | Aéroport de Rigolet                                           |      | CCZ2   | YRG  | 54° 10′ 47″ N, 58° 27′ 27″ O |
| South Brook            | Hydroaérodrome South Brook                                    |      | CCT5   |      | 49° 01′ 00″ N, 57° 38′ 00″ O |
| Springdale             | Aéroport Springdale                                           |      | CCD2   |      | 49° 28′ 44″ N, 56° 10′ 41″ O |
| Springdale             | Hydroaérodrome Springdale/Davis Pond                          |      | CDU4   |      | 49° 33′ 00″ N, 56° 03′ 00″ O |
| St. Andrews            | Aéroport St. Andrews (Codroy Valley)                          |      | CDA5   |      | 47° 46′ 33″ N, 59° 18′ 45″ O |
| St. Anthony            | Aéroport de St. Anthony                                       | CYAY |        | YAY  | 51° 23′ 31″ N, 56° 04′ 59″ O |
| St. John's             | Héliport St. John's (Health Sciences Centre)                  |      | CCK2   |      | 47° 34′ 21″ N, 52° 44′ 44″ O |
| Saint-Jean             | Héliport St. John's (Universal)                               |      | CDC2   |      | 47° 36′ 30″ N, 52° 43′ 37″ O |
| Saint-Jean             | Hydroaérodrome St. John's (Paddys Pond)                       |      | CCQ5   |      | 47° 28′ 00″ N, 52° 54′ 00″ O |
| Saint-Jean             | Aéroport international de St. John's                          | CYYT |        | YYT  | 47° 37′ 07″ N, 52° 45′ 09″ O |
| St. Lewis              | Aérodrome Saint Lewis-Fox Harbour                             |      | CCK4   | YFX  | 52° 22′ 22″ N, 55° 40′ 26″ O |
| Stephenville           | Aéroport international de Stephenville                        | CYJT |        | YJT  | 48° 32′ 29″ N, 58° 33′ 00″ O |
| Thorburn Lake          | Hydroaérodrome Thorburn Lake                                  |      | CCW5   |      | 48° 16′ 00″ N, 54° 09′ 00″ O |
| Mine de Voisey's Bay   | Aérodrome Voisey's Bay                                        |      | CVB2   |      | 56° 20′ 41″ N, 62° 05′ 17″ O |
| Wabush                 | Aéroport de Wabush                                            | CYWK |        | YWK  | 52° 55′ 22″ N, 66° 51′ 53″ O |
| Wabush                 | Hydroaérodrome Wabush                                         |      | CCX5   |      | 52° 56′ 00″ N, 66° 54′ 00″ O |
| Williams Harbour       | Aéroport de Williams Harbour                                  |      | CCA6   | YWM  | 52° 34′ 03″ N, 55° 47′ 06″ O |
| Winterland             | Aéroport Winterland                                           |      | CCC2   |      | 47° 08′ 13″ N, 55° 19′ 45″ O |

Les aéroports qui font partie du système national des aéroports sont en caractères gras.
- Les noms alernatifs sont en parenthèses

## Aéroports abandonnés
| Ville        | Nom de l'aéroport                     | ICAO | TC LID | IATA | Coordonnées                  |
| ------------ | ------------------------------------- | ---- | ------ | ---- | ---------------------------- |
| Argentia     | Naval Station Argentia                |      |        |      | 47° 18′ 22″ N, 53° 59′ 24″ O |
| Bay d'Espoir | Aérodrome Bay d'Espoir                |      | CCX4   |      | 47° 57′ 30″ N, 55° 51′ 14″ O |
| Davis Inlet  | Aérodrome Davis Inlet                 |      | CCB4   | YDI  | 55° 53′ 51″ N, 60° 54′ 28″ O |
| Stephenville | Ernest Harmon Air Force Base          |      |        |      | 48° 32′ 29″ N, 58° 33′ 00″ O |
| Hope Brook   | Aérodrome Hope Brook                  |      |        |      | 47° 43′ 21″ N, 58° 03′ 33″ O |
| Saglek Bay   | Aéroport Saglek (RCAF Station Saglek) | CYSV |        | YSV  | 58° 28′ 28″ N, 62° 39′ 15″ O |